# Danijel Zezelj
Danijel Žeželj est un artiste peintre, illustrateur et auteur de bande dessinée croate né en 1966, qui a acquis une reconnaissance internationale.

## Biographie
Danijel Žeželj naît à Zagreb, en Croatie, le 1er décembre 1966,. Il suit des études à l'Académie des beaux-Arts de Zagreb, où il étudie la peinture classique, la sculpture et l'impression.
Encore étudiant à l'université, il publie sa première bande dessinée (BD),. À la fin des années 1980, ses œuvres sont publiées dans de nombreuses revues de BD de l'ancienne Yougoslavie,. En 1991, il part vivre à Londres, puis l'année suivante en Italie. En 1993, l'éditeur italien Editori del Grifo publie son premier roman graphique, Il Ritmo Del Cuore (en français : Le Rythme du cœur),. Plus de vingt bande dessinées suivront.
En 1995, il part vivre à Seattle, aux États-Unis,. Il commence alors à travailler pour la maison d'édition de bandes dessinées DC Comics et dessine de nombreux comics pour leur collection Vertigo. Par ailleurs, il est aussi illustrateur et ses dessins sont publiés par The New York Times Book Review, the San Francisco Bay Guardian, the Stranger et the Washington Chronicle,.
À partir de 1997, en collaboration avec la musicienne et compositrice Jessica Lurie, il crée une série de performances multimédias en fusionnant musique et peinture sur le vif,. Celles-ci sont présentées lors de festivals et dans des clubs, des églises et des squats à travers l'Europe et les États-Unis.
En 1998, la France connaît ses bandes dessinées par le biais des albums parus aux éditions Mosquito, tandis qu'il crée des mini-séries de comics pour les éditions DC Comics/Vertigo aux États-Unis.
Ses œuvres ont été publiées et exposées en Croatie, Slovénie, Royaume-Uni, Suisse, France, Italie, Pays-Bas, Allemagne, Espagne, Grèce, Suède, Afrique du Sud, Argentine, au Brésil et aux États-Unis. Ses bandes dessinées et illustrations ont été publiées par les éditeurs Mosquito, Panini Comics, Glénat et Dargaud en France ; DC Comics / Vertigo, Wild Storm, Marvel Comics, Dark Horse, Hazard, The New York Times Book Review, Harper's Magazine, San Francisco Guardian, Washington Chronicle aux États-Unis ; Editori del Grifo, Hazard Edizioni en Italie ; Edizioni Charta, etc.
En 2001, à Zagreb, en Croatie, il fonde la maison d'édition et atelier graphique Petikat. À cette époque, il vit et travaille à cheval entre Brooklyn (à New-York) et Zagreb. 
En 2004, il est artiste en résidence à l'Isabella Stewart Gardner Museum, aux États-Unis ; il crée dans les mois suivants plusieurs œuvres pour ce même musée, dont la performance multimédia The Hunger Artist, basée sur une histoire courte de l'écrivain Franz Kafka et Small Hands, combinant peinture sur le vif et expérience musicale. En 2005, il expose dans le musée Stray Dogs, rendant visibles les planches originales de son dernier roman graphique. En 2010, il revient dans des locaux du musée pour une performance et une petite exposition, projet nommé Once et mêlant à nouveau peinture et musique.
Ses travaux ont été sélectionnés dans l’exposition à la Bibliothèque nationale de France (BnF) intitulée « Maîtres de la bande dessinée européenne » en 2000 à Paris.
Il participe à la réalisation des animations du film publicitaire Heroes of Speed, pour la marque internationale d'équipements de sport Nike, dans lequel sont mis en scène plusieurs joueurs de football célèbres de la récente décennie,.
En septembre 2020, à la suite de la publication d'un roman graphique sur Van Gogh par Danijel Žeželj, a lieu à Paris une exposition Van Gogh par Danijel Žeželj.

## Œuvre
Peintre, illustrateur et auteur de bande dessinée, Danijel Žeželj est un artiste reconnu à l'international. Il crée des œuvres « aux noirs et blancs profonds et tourmentés ». Certaines de ses œuvres ont été mises en films d'animations de ses performances avec peintures sur le vif et musique.

### Principales publications
Les publications sont triées par ordre de publication de la première édition. Les versions françaises qui ne sont pas la version originale sont indiquées en-dessous de la parution originale.
- (it) El ritmo del cuore, Editori del Grifo, 1993  (ISBN 8877732008). Préface de Federico Fellini.
  - Le Rythme du cœur, Mosquito, 2005  (ISBN 2-908551-72-1).
- (hr) Sun City, Radio 101 / Kaspar, 1993.
- (hr) Sophia, X-press / Radio 101, 1994.
- (hr) REX, Radio 101, 1995.
  - REX, Mosquito, 2001[9].
- (it) L'angelo sterminatore, Edizioni Di, 1997  (ISBN 8887070083).
  - Rêve de Béton, Mosquito, France, 2000  (ISBN 2-908551-28-4)[10].
- (it) La Peste, Edizioni Di, 1998  (ISBN 8887070156).
Presque le paradis, Mosquito, 2003  (ISBN 2-908551-56-X).
- (it) Amazzonia, Edizioni Di, 1998  (ISBN 8887070059).
- (it) L'Amore, Edizioni Di, 1999  (ISBN 8887070253).
- Invitation à la Danse, Mosquito, 1999  (ISBN 2-908551-25-X). Contient quatre récits courts.
- (it) Il Sorriso di Majakovskij, Edizioni Di, 2000  (ISBN 8887070490).
- (en) Congo Bill n° 1-4 (dessin), avec Scott Cunningham (scénario), Vertigo, oct. 1999-janv. 2000.
  - Congo Bill, 2000  (ISBN 2-908551-35-7).
- (en) Air Mexico, Clandestino/Alphagraphics, 2000 (OCLC 53189097). Contient sept récits courts.
- (it) 24 ore, Edizioni Di, 2001  (ISBN 8887070466).
- (hr) Rinzol, Petikat, Croatie, 2001  (ISBN 9536946009).
- (en) El Diablo n° 1-4 (dessin), avec Brian Azzarello (scénario), Vertigo, 2001.
- (en) The Sandman Presents : The Corinthian n° 1-3 (dessin), avec Darko Macan (scénario), Vertigo, déc. 2001-fév. 2002.
  - La Mort dans les yeux, Mosquito, 2004  (ISBN 2-908551-64-0)[11].
- (en) Captain America : Dead Men Running n° 1-3 (dessin), avec Darko Macan (scénario), Marvel, mars-mai 2002.
- (it) Stazione topolo, Edizioni Di / Grifo Edizioni, 2002  (ISBN 8873900372).
- (hr) Bolivijska crna / Le noir bolivien / Bolivian dark / Nero boliviano, Petikat, 2002 (OCLC 441645490).
- (en) The Call of Duty : The Wagon n° 1-4 (dessin), avec Chuck Austen (scénario), Marvel, oct. 2002-janv. 2003.
  - L'Appel du devoir t. 1 : La Fraternité, Marvel France, coll. « Marvel Monster », 2003  (ISBN 2-84538-280-4)[12].
- (hr) Reflex, Petikat, Croatie, 2003 (OCLC 441645805).
- (hr) Caballo, Petikat, 2004 (OCLC 60680309).
- (hr) Small Hands, Petikat, 2004 (OCLC 60680308).
- (en) Stray Dogs, ISGM / Charta, 2005  (ISBN 8881585413).
- (en) Loveless n° 6-8, 13-15 et 22-24 (dessin), avec Brian Azzerello (scénario), Vertigo, 2006-2008.
- (en) Desolation Jones n° 7-8 : To Be in England (dessin), avec Warren Ellis (scénario), Wildstorm, déc. 2006-janv. 2007.
- (hr) Dedicated to chaos, Petikat, 2007 (OCLC 1020174991).
- (en) DMZ n° 25 : Wilson (dessin), avec Brian Wood (scénario), Vertigo, janv. 2008.
  - « Wilson » dans DMZ t. 5 : La Guerre cachée, Panini Comics, coll. « 100 % Vertigo », 2009  (ISBN 978-2-8094-0783-9).
- (it) King of Nekropolis, Hazard Edizioni, 2008  (ISBN 9788875020927).
  - King of Nekropolis, Mosquito, 2009  (ISBN 978-2-352-83030-6).
- (en) DMZ Collective Punishment n° 4 : A decade on the wall (dessin), avec Brian Wood (scénario), Vertigo, déc. 2010.
  - Récit traduit dans DMZ t. 11 : Châtiment collectif, Urban Comics, coll. « Vertigo Classiques », 2012  (ISBN 978-2-365-77068-2).
- (en) Constantine Hellblazer n° 238 : The Smoke (dessin), avec Andy Diggle (scénario), Vertigo, janv. 2008.
  - Récit traduit dans Constantine Hellblazer : Retour aux sources, Panini Comics, coll. « Vertigo Big Book », 2011  (ISBN 978-2-8094-1728-9).
- (en) Northlanders n° 18-19 : The Shield Maidens (dessin), avec Brian Wood (texte), Vertigo, août-sept. 2009.
  - Récit traduit dans Northlanders t. 1 : Le Livre anglo-saxon, Urban Comics, coll. « Vertigo Essentiels », 2014  (ISBN 978-2-365-77217-4).
- (en) Luna Park (dessin), avec Kevin Baker (scénario), Vertigo, janv. 2010.
  - Luna Park, Panini Comics, 2011[13]. Édition originale américaine chez Vertigo en 2009.
- (it) Sex & Violence, Grifo Edizioni, 2009  (ISBN 8873901743).
  - Sexe et Violence, Mosquito, 2011  (ISBN 978-2-352-83049-8).
- (en) Scalped n° 35 : Listening to the Earth Turn (dessin), avec Jason Aaron (texte), Vertigo, avril 2010.
  - Scalped t. 7 : Rez Blues, Urban Comics, coll. « Vertigo Classiques », 2013  (ISBN 978-2-365-77190-0).
- (hr) Industrijski, Petikat, 2011  (ISBN 9789536946129).
  - Industriel, Mosquito, 2012  (ISBN 2-352-83071-0)[14].
- Des dieux et des hommes t. 3 : Une petite ville en Amérique (dessin) avec Jean-Pierre Dionnet (scénario), Dargaud, 2012  (ISBN 978-2-205-06678-4).
- (en) Northlanders n° 48-50 : The Icelandic Trilogy : 1260 (dessin), avec Brian Wood (texte), Vertigo, mars-mai 2012.
  - Récit traduit dans Northlanders t. 2 : Le Livre islandais, Urban Comics, coll. « Vertigo Essentiels », 2014  (ISBN 978-2-365-77259-4).
- (en) American Vampire n° 12 : Strange Frontier (dessin), avec Scott Snyder (scénario), Vertigo, avril 2011.
  - Récit traduit dans American Vampire t. 3 : Le Fléau du Pacifique, Urban Comics, coll. « Vertigo Classiques », 2013  (ISBN 978-2-365-77231-0).
- (hr) Babilon, Petikat, 2012  (ISBN 9789536946167).
  - Babylone, Mosquito, 2013  (ISBN 978-2-352-83262-1).
- (en) Django Unchained n° 5 (dessin), avec Reginald Hudlin (scénario d'après Quentin Tarantino), Vertigo, août 2013.
  - Django Unchained, Urban Comics, coll. « Vertigo Comics », 2014  (ISBN 978-2-365-77386-7).
- (en) The Massive n° 12 : Polaris : Nunatak (dessin), avec Brian Wood (scénario, Dark Horse, mai 2013.
  - Récit traduit dans The Massive t. 2 : Sous-continent, Panini Comics, coll. « Best of Fusion Comics », 2014  (ISBN 978-2-8094-3466-8).
- Tomsk-7, Mosquito, 2014  (ISBN 978-2-352-83282-9).
- (hr) Šuma, Petikat, 2015  (ISBN 9789536946259).
  - Chaperon Rouge, Mosquito, 2015  (ISBN 978-2-352-83290-4)[15].
- (en) Starve n° 1-10 (dessin), avec Brian Wood (scénario), Image Comics, juin 2015-juin 2016.
  - Starve, Urban Comics, coll. « Urban Indies », 2017  (ISBN 979-10-26811-26-8).
- (hr) Ljeto (dessin), avec Jelena Paljan (scénario), Petika, 2018  (ISBN 9789536946310).
  - Les Pédés, Mosquito, 2018  (ISBN 978-2-352-83503-5).
- (hr) Divljaci, 2018  (ISBN 9789536946334).
- (en) Days of Hate n° 1-12 (dessin), avec Ales Kot (scénario), Image, janv. 2018-janv. 2019.
- (hr) Fractalia, Petikat, 2019  (ISBN 9789536946365).
  - Van Gogh, Fragments d'une vie en peintures, Glénat, 2020[16],[17].
- (hr) Poglavica Jelena, Petikat, 2021  (ISBN 9789536946419).
- (hr) Srce, Petikat, 2021  (ISBN 978-953-6946-46-4).

### Films
- Collector, Zagreb Film, 2022[18]
- Themes, Zagreb Film, 2019[18]
- Red Riding Hood Redux, Zagreb Film, 2017[18]
- A World of Wonder, film animé pour le clip du second single du groupe C'mon Tigre[19],[20]
- Thousand, Zagreb Film / Petikat, 2014[18]
- Fibonacci Bread, Zagreb Film / Petikat, 2012[18]
- A Different Bunny, Fifth Floor, 2010[18]

### Illustrations et animations publicitaires
- 2010 : Heroes of Speed, spot publicitaire pour Nike
- 2001 ou 2002 : S.P.Q.R., spot publicitaire pour Nike[21],[22]